# Джаясудха
Джаясудха Капур (англ. Jayasudha Kapoor, род. 17 декабря 1958 года) — индийская актриса, снимающаяся преимущественно в фильмах на телугу. Также работала в кино на тамильском, малаялам, каннада и хинди. За свою карьеру снялась в более 225 фильмах.
Бывший член законодательного собрания в Секундерабаде.

## Биография
Будущая актриса родилась 17 декабря 1958 года в Мадрасе (ныне Ченнаи) и при рождении получила имя Суджата. Ещё в детстве она начала посещать съёмки фильмов её тёти, актрисы Виджаянирмалы. Когда ей было 12, она пришла на пробы в фильм Pandanti Kapuram без ведома отца, который был против актёрской карьеры для дочери. Получить его разрешение удалось только после долгих уговоров со стороны Виджаянирмалы. Завершив съёмки первого фильма Джаясудха, в возрасте 14 лет, приняла участие в двух тамильских фильмах режиссёра К. Балачандера, Arangettram и Apoorva Ragangal. Последний, рассказывающий две истории влюбленных с большой разницей в возрасте, стал хитом. Прорыв в кинематографе телугу для неё состоялся в 1976 году, после выхода фильма Jyothi режиссёра Рагхавендры Рао, ставшего ещё одним кассовым хитом. Картина также принесла ей две премии за лучшую женскую роль. После этого она почти перестала сниматься в тамильских фильмах, будучи слишком занятой в киноиндустрии телугу, где за год выходило до 24 кинолент с её участием.
В 1985 году актриса вышла замуж за Нитина Капура, кузена актёра Джитендры. В 1986 и 1990 годах Джаясудха делала перерывы в съемках на два года, вызванные рождением сыновей. После возвращения ей стали предлагать в основном роли матерей, от которых актриса отказывалась, в результате чего за следующие девять лет приняла участие только в трех фильмах, не считая семи собственного производства. Хотя за свою жизнь Джаясудха сыграла в большом количестве фильмов на телугу, она так и не научилась читать и писать на этом языке.
В итоге перейдя на роли второго плана, она получила Nandi Awards за роли в фильмах Yuvakudu
(2000) и Sathamanam Bhavati (2017)
и две Filmfare Award за Amma Nanna O Tamila Ammayi (2003)
и Kotha Bangaru Lokam (2008).
А в 2011 году была награждена Filmfare Awards South за пожизненные достижения.
В 2008 году Джаясудха вступила в Индийский национальный конгресс. В 2017 году муж актрисы покончил с собой.